# Linia kolejowa Zatoka – Jaworów
Linia kolejowa Zatoka – Jaworów – linia kolejowa na Ukrainie łącząca stację Zatoka ze ślepą stacją Jaworów. Zarządzana jest przez Kolej Lwowską (oddział ukraińskich kolei państwowych).
Znajduje się w obwodzie lwowskim.
Linia na całej długości jest jednotorowa. Do stacji Szkło-Starzyska jest zelektryfikowana. Dalszy odcinek do Jaworowa pozostaje niezelektryfikowany.

## Historia
Linia powstała w czasach sowieckich. Od 1991 leży na Ukrainie.
Wcześniej także istniała linia kolejowa ze Lwowa do Jaworowa. Biegła ona jednak innym szlakiem. Do czasów współczesnych została ona rozebrana, z wyjątkiem krótkich odcinków, po których pokrywała się z przebiegiem nowej linii.